# Platanar
Le Platanar est un complexe volcanique du Costa Rica composé de deux stratovolcans, le Cerro Platanar ou Volcán Congo (2 183 m) au nord et le Porvenir (2 267 m) au sud.